# Великовеселівська сільська рада
Великовеселівська сільська́ ра́да — колишній орган місцевого самоврядування у Врадіївському районі Миколаївської області. Адміністративний центр — село Великовеселе.

## Загальні відомості
- Населення ради: 889 осіб (станом на 2001 рік)

## Населені пункти
Сільській раді були підпорядковані населені пункти:
- с. Великовеселе
- с. Бобрик
- с. Макієве
- с. Новоолексіївка

## Склад ради
Рада складалася з 14 депутатів та голови.
- Голова ради: Михайльонок Олександр Миколайович

### Керівний склад попередніх скликань
| ПІБ                               | Основні відомості                                                               | Дата обрання | Дата звільнення |
| --------------------------------- | ------------------------------------------------------------------------------- | ------------ | --------------- |
| Затяжчук Валерій Аркадійович      | Сільський голова, 1954 року народження, безпартійний                            | 26.03.2006   | 31.10.2010      |
| Михайльонок Олександр Миколайович | Сільський голова, 1966 року народження, освіта середня спеціальна, безпартійний | 31.10.2010   |                 |

Примітка: таблиця складена за даними сайту Верховної Ради України

## Населення
Згідно з переписом УРСР 1989 року чисельність наявного населення сільської ради становила 1943 особи, з яких 969 чоловіків та 974 жінки.
За переписом населення України 2001 року в сільській раді мешкали 844 особи.

### Мова
Розподіл населення за рідною мовою за даними перепису 2001 року:
| Мова       | Відсоток |
| ---------- | -------- |
| українська | 91,79 %  |
| молдовська | 7,20 %   |
| російська  | 1,01 %   |